# اول پاسو
این یک نام کره‌ای است؛ نام خانوادگی اول است.
اول پاسو (کره‌ای: 을파소; هانجا: 乙巴素؛ درگذشت ۲۰۳) گوک‌سانگ (نخست‌وزیر) گوگوریو در زمان نهمین حاکم آن به نام پادشاه گگوکچون بود. اول پاسو قبل از دستیابی به مقام نخست‌وزیری، بومی روستای چوامول در نزدیکی رود آمنوک بود.

## زندگی و به قدرت رسیدن
همانطور که گذشت، اول پاسو بومی روستای چوامول (کره‌ای: 좌물촌; هانجا: 左勿村) در نزدیکی دره رودخانه آمنوک غربی بود. او از نوادگان «اول سو» (کره‌ای: 을소; هانجا: 乙素)، وزیر دولت در زمان پادشاه یوریمیونگ بود، اما در زمان پادشاه گگوکچون، به یک خانواده کشاورز تعلق داشت. او سواد داشت و ارتباطات کافی برای داشتن شهرت داشت و فردی خردمند بود. درطول دوازدهمین سال سلطنت پادشاه گگوکچون (۱۹۰ میلادی)، اشراف قدرتمند از قبیله یونا (کره‌ای: 연나부; هانجا: 椽那部) که از بستگان ملکه بودند، زمین را از مردم عادی غصب کردند. هنگامی که پادشاه قصد مجازات آنها را داشت، آنها به شورش برخاستند اما توسط ارتش سلطنتی سرکوب شدند پادشاه از چهار قبیله خواست تا مردی خردمند را برای خدمت به او انتخاب کنند. تغییر ناگهانی پادشاه گگوکچون از سبک حکومتی اشرافی به شایسته سالار منجر به کشف افراد با استعداد بسیاری در سراسر پادشاهی شد. در میان این افراد انتخاب شده، «آن لیو» (کره‌ای: 안류; هانجا: 晏留) بود که دانش آموز و همسایه اول پاسو بود. «آن لیو» درخواست پادشاه را رد کرد اما اول پاسو را به پادشاه توصیه کرد و سامگوک ساگی می‌گوید که پادشاه، اول پاسو را به پایتخت فرا خواند و سرانجام درسال ۱۹۱ میلادی به او منصب نخست وزیری داد.

## تصویرسازی مدرن
- بازی شده توسط کیم مو یول در مجموعه تلویزیونی درسال ۲۰۲۴ تیوینگ، ملکه وو